# 浜芝居
浜芝居（はましばい）は、江戸時代の大坂・道頓堀の芝居小屋（劇場）のうち、小芝居を指す言葉。
最も大型のものを大芝居（おおしばい）、次のサイズのものを中ゥ芝居（ちゅうしばい）、それ以下の小芝居を浜芝居と呼んだ。道頓堀通りの北、すなわち川側は南側に対して区画が小さいためだが、寛永3年（1626年）安井九兵衛道卜が最初に三つの芝居小屋を誘致したときはすべて川沿いの浜芝居であり、それらはやがて大型化して通りの南の大区画に移転した。単に小芝居と言わずあえて浜芝居という呼び名にはそうした歴史的背景が感じられる。
大芝居は西から筑後の芝居（竹本座のちの大西の芝居、浪花座）、中の芝居（中座）、角の芝居（角座）の三座を差す。中ゥ芝居は若太夫の芝居（豊竹座）や角丸の芝居、竹田座（竹田の芝居）などがある。浜芝居はいくつかあったと思われるが個別の名称で呼ばれることは少ない。